# Druže Tito mi ti se kunemo

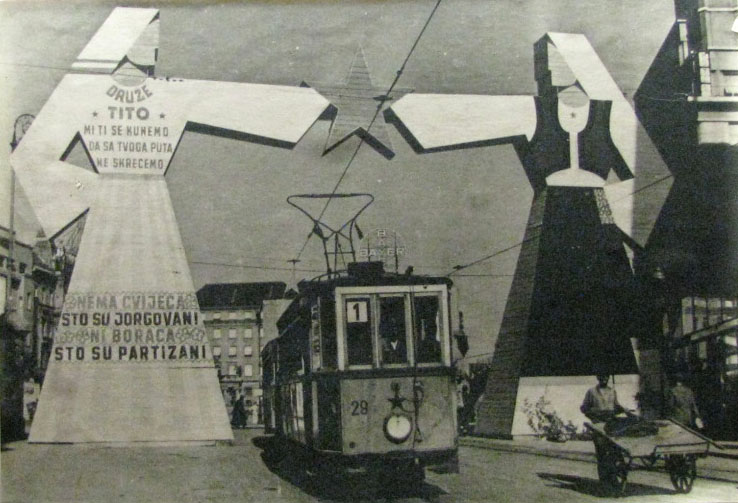
Kommunistische Propaganda auf dem Ban-Jelačić-Platz in Zagreb, kurz nach dem Jahr 1945 und um die Zeit der Umbenennung in „Platz der Republik“. Die beiden überdimensionalen Frauenfiguren in Volkstracht halten den Roten Stern über den Platz, die linke trägt den ausgeschriebenen Slogan auf dem Hemd.

Druže Tito mi ti se kunemo/Друже Тито ми ти се кунемо (serbokroatisch für: Genosse Tito, wir schwören dir) ist die Kurzform eines politischen Slogans der Kommunisten des ehemaligen Jugoslawien, der in Langform Druže Tito mi ti se kunemo da sa tvoga puta ne skrenemo/Друже Тито ми ти се кунемо, да са твога пута не скренемо (Genosse Tito, wir schwören dir, dass wir deinen Weg nicht verlassen werden) lautet. Mit dem Slogan wird ein Bekenntnis zum Jugoslawismus und Titoismus, dem realsozialistischen System Jugoslawiens unter dem von 1945 bis 1980 autokratisch regierenden Josip Broz Tito (1892–1980) ausgedrückt. Der Slogan aus dem Jahr 1942 und das gleichnamige Lied aus dem Jahr 1977 bzw. 1980 sind heute Teil der Jugo-Nostalgie.

## Geschichte

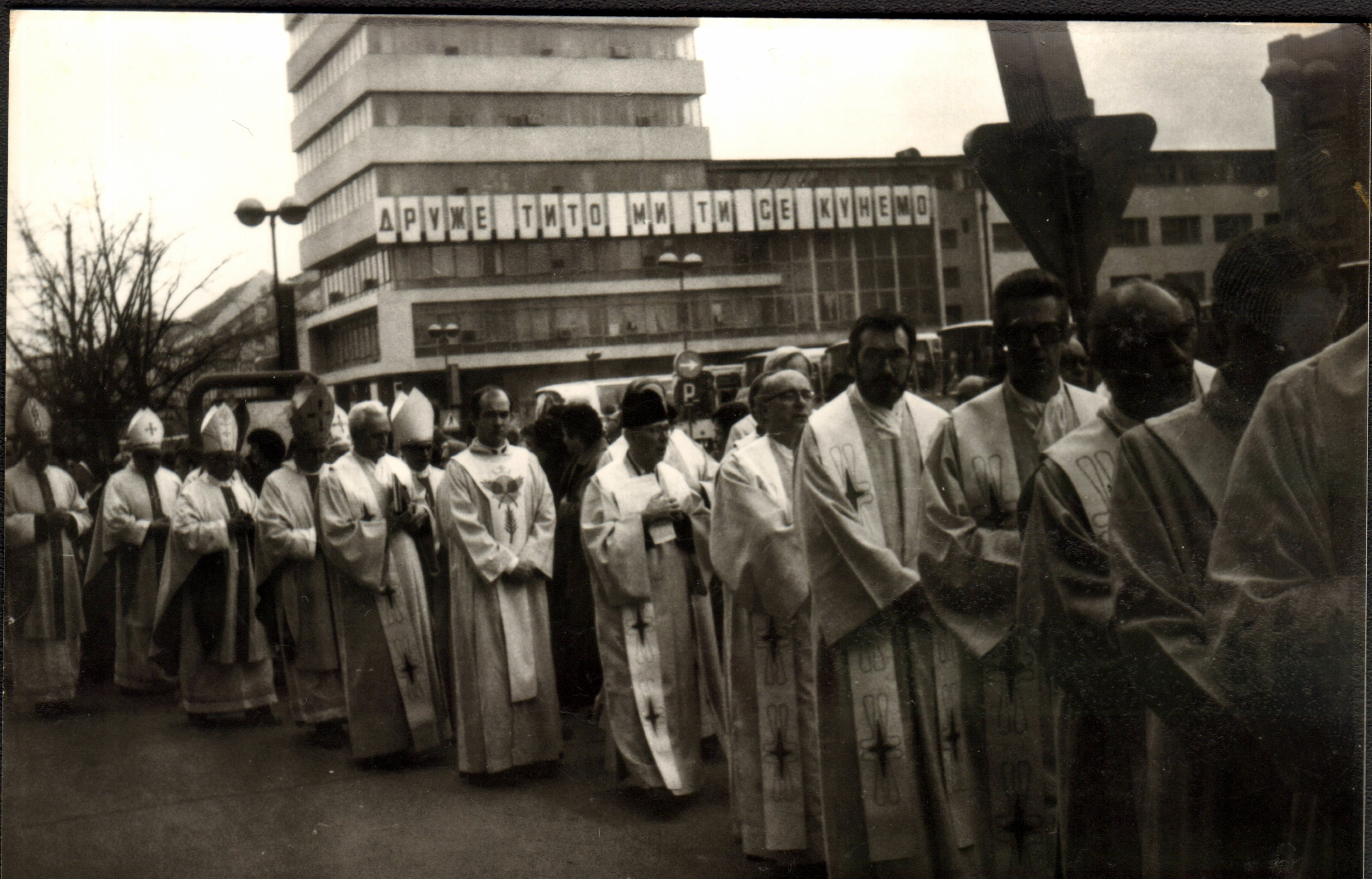
Katholische Prozession in Zrenjanin, vor einem Gebäude mit dem Slogan in Kurzform, 1988.

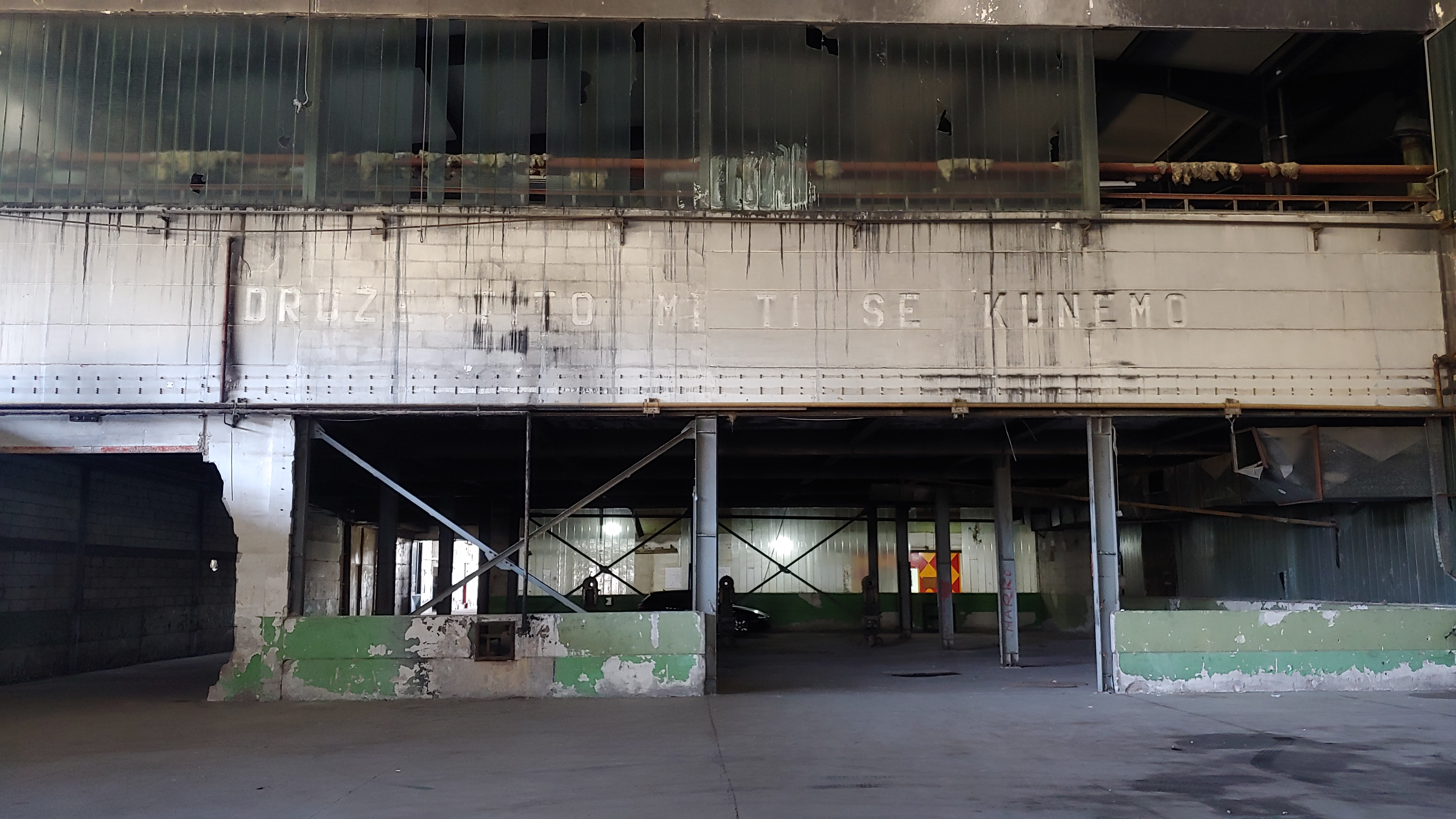
Der Slogan in Kurzform an einem Fabrikgebäude in Potočari bei Srebrenica, das heute Teil der Erinnerungsstätte für das Massaker von Srebrenica ist.

Laut der kommunistischen Geschichtsschreibung soll die Parole dem Text eines volkstümlichen Liedes entstammen, das erstmals 1942 zur Zeit des Zweiten Weltkriegs während der sogenannten Kozara-Offensive der Achsenmächte (Operation West-Bosnien) gegen die Tito-Partisanen, von der Persa Ristić aus dem Dorf Bjelajaca bei Bosanska Dubica, gesungen worden sei. Das Lied soll sich so im Partisanengebiet der sogenannten Bihaćer Republik in der bosnischen Krajina verbreitet haben. Dabei habe es von Ort zu Ort und von Brigade zu Brigade seine Form verändert, aber das Grundmotiv beibehalten.
Besondere Bedeutung erlangte das Lied nach dem Bruch Jugoslawiens mit der Sowjetunion unter Josef Stalin (1878–1953) und der Propagierung des Titoismus. Der Slogan war dabei Zeichen der Loyalität gegenüber Tito und der jugoslawischen Führung und so Teil des ausgeprägten Personenkults der um Tito betrieben wurde. Nach dem Tod von Tito im Jahr 1980 wurde diese bekannte „Treueparole“ durch den Zusatz I poslije Tita – Tito! (Auch nach Tito – Tito!) bekräftigt. Dies sollte den Anspruch einer Weiterführung von Titos Herrschaftssystem auch nach dessen Tod verdeutlichen.

## Gleichnamiges Lied
In der Musik Jugoslawiens wurde der Slogan durch den Refrain des gleichnamigen Lieds populär, dessen Text 1944 von Mira Alečković (1924–2008) geschrieben und von Zdravko Čolić (* 1951) im Jahr 1977 interpretiert wurde. Die Musik komponierte Đorđe Novković (1943–2007). Als wohl bekanntestes der Lieder die Tito gewidmet waren, wurde es auch bei staatlichen Veranstaltungen gesungen, so z. B. bei den Feierlichkeiten zum Dan mladosti (Tag der Jugend) im Jahr 1979. Wenige Tage vor Titos Tod wurde das Lied Ende April 1980 bei Jugoton auf Schallplatte veröffentlicht. Čolić hatte zu dieser Zeit den Höhepunkt seiner Karriere erreicht und galt als der populärste Musiker Jugoslawiens.